# Indigofera taiwaniana
Indigofera taiwaniana är en ärtväxtart som beskrevs av Tseng Chieng Huang och M.J.Wu. Indigofera taiwaniana ingår i släktet indigosläktet, och familjen ärtväxter. Inga underarter finns listade i Catalogue of Life.